# 日本隆背鰩
日本隆背鰩（学名：[Notoraja tobitukai] 错误：{{Lang}}：文本有斜体标记（帮助）），又名隆背鯆魮、魴仔，为軟骨魚綱鰩目單鰭鰩科隆背鰩屬下的一个种，分布於西北太平洋琉球海溝、東海及台灣海域，深度60至1015公尺，本魚體盤近圓形，尾部細長，其長度大於體盤長和寬，背部有許多小齒，體色藍棕色，腹部棕色，體長可達50公分，棲息在深海軟底質海域，為底棲性魚類，肉食性，卵生，生活習性不明。